# Ufabulum
Albums de Squarepusher
Squarepusher Presents Shobaleader One: d'Demonstrator
(2010) Music for Robots
(2014)
Singles
1. Dark Steering
Sortie : 16 avril 2012

Ufabulum est le quatorzième album de Squarepusher sorti le 14 mai 2012 sur Warp,.

## Genèse
Tom Jenkinson a conçu cet album entièrement par programmation et sur ordinateur. Aucun instrument n'a été utilisé (pas de guitare, de basse ni de batterie). Rien n'a été enregistré en lo-fi ou en live. Juste de la programmation pure.

## Liste des morceaux
| 1.    | 4001                                      | 6:35 |
| 2.    | Unreal Square                             | 5:17 |
| 3.    | Stadium Ice                               | 4:21 |
| 4.    | Energy Wizard                             | 3:48 |
| 5.    | Red In Blue                               | 3:11 |
| 6.    | The Metallurgist                          | 3:50 |
| 7.    | Drax 2                                    | 7:22 |
| 8.    | Dark Steering                             | 6:51 |
| 9.    | 303 Scopem Hard                           | 4:56 |
| 10.   | Ecstatic Shock                            | 5:08 |
| 11.   | On Crack (bonus track sur le CD japonais) | 2:29 |
| 53:44 |                                           |      |

## Edition spéciale avec Enstrobia EP
| Enstrobia EP | Enstrobia EP  | Enstrobia EP | Enstrobia EP | Enstrobia EP | Enstrobia EP | Enstrobia EP | Enstrobia EP | Enstrobia EP | Enstrobia EP |
| No           | Titre         | Durée        |              |              |              |              |              |              |              |
| ------------ | ------------- | ------------ | ------------ | ------------ | ------------ | ------------ | ------------ | ------------ | ------------ |
| 1.           | Angel Integer | 4:04         |              |              |              |              |              |              |              |
| 2.           | Panic Massive | 3:46         |              |              |              |              |              |              |              |
| 3.           | 40.96a        | 6:27         |              |              |              |              |              |              |              |
| 14:16        |               |              |              |              |              |              |              |              |              |

## KCRW Session
Le 17 octobre 2012, un EP, KCRW Session (catalogué WARPDD228K), est sorti uniquement en téléchargement légal sur le site Bleep.com en exclusivité. Il s'agit d'une session live enregistrée pour la radio californienne KCRW.
| KCRW Session EP | KCRW Session EP | KCRW Session EP | KCRW Session EP | KCRW Session EP | KCRW Session EP | KCRW Session EP | KCRW Session EP | KCRW Session EP | KCRW Session EP |
| No              | Titre           | Durée           |                 |                 |                 |                 |                 |                 |                 |
| --------------- | --------------- | --------------- | --------------- | --------------- | --------------- | --------------- | --------------- | --------------- | --------------- |
| 1.              | 4001            | 6:41            |                 |                 |                 |                 |                 |                 |                 |
| 2.              | Unreal Square   | 5:22            |                 |                 |                 |                 |                 |                 |                 |
| 3.              | Drax 2          | 7:28            |                 |                 |                 |                 |                 |                 |                 |
| 4.              | Dark Steering   | 6:54            |                 |                 |                 |                 |                 |                 |                 |
| 5.              | 303 Scopem Hard | 5:10            |                 |                 |                 |                 |                 |                 |                 |
| 30:55           |                 |                 |                 |                 |                 |                 |                 |                 |                 |